# 多彩环塔螺
多彩环塔螺（学名：Pyramidella dolabrata f. terebellum）是小塔螺科小塔螺属的一种。

## 分佈
主要分布于台湾，常栖息在浅海沙底。